# Charles Robert de La Marck
 (février 2016).
 (février 2016).
Charles Robert de La Marck (15 avril 1541 - 30 novembre 1622) est le second fils de Robert IV de La Marck. Il est à plusieurs reprises héritier de la seigneurie et principauté de Sedan, puis prétendant au trône de Sedan et au titre du duc de Bouillon après avoir été déshérité en faveur du mari de sa nièce Charlotte, Henri de La Tour vicomte de Turenne.

## Biographie
Charles Robert est le deuxième des neuf enfants de Robert IV de La Marck. Alors que le jeune enfant a 8 ans son père se proclame souverain sur ses terres. En effet, depuis l'acquisition de la seigneurie de Sedan par son ancêtre Évrard II de La Marck-Arenberg et du duché de Bouillon par son arrière-arrière-grand-père Robert Ier de La Marck, les souverains de la principauté ont su au fur et à mesure gagner en indépendance.
À la mort de son père en 1556, il hérite du titre de comte de Braine qu'il conserve jusqu'à sa mort en 1622. L'année suivante il hérite également du titre de comte de Maulévrier qui appartenait à sa mère.
À la suite de la mort de leur père, son frère aîné Henri-Robert de La Marck monte sur le trône de Sedan : Charles-Robert devient alors le premier héritier du trône dans l'ordre de succession. Il devint donc prince héritier de Sedan, jusqu'à la naissance de son neveu Guillaume-Robert de La Marck.
Après 25 ans d'absence en tant que prince héritier, la mort de ses neveux le rapproche du trône princier et ducal, mais sa nièce devient princesse de Sedan. Cependant Charles Robert commence à revendiquer certains droits de sa nièce, comme le titre de duc de Bouillon.
En 1594, un nouvel obstacle semble écarter Charles Robert du trône de Sedan. Sa nièce est enceinte et accouche le 7 mai 1594. Le nouveau-né est un garçon mais il meurt quelques minutes après sa naissance. Huit jours plus tard, sa nièce meurt à son tour des suites de l'accouchement. Charles Robert pourrait devenir prince mais sa nièce l'a déshérité en faveur de son mari Henri de La Tour d'Auvergne, duc de Bouillon. Il perd ainsi donc son titre de prince héritier qui passe à la sœur de nouveau prince Henri.
Lors de cette période, il est prince héritier pendant 6 ans 4 mois et 4 jours et sera héritier au total pendant 13 ans, 11 mois et 24 jours. Après il revendique la couronne jusqu’à sa mort.
Il revendique la principauté de Sedan de 1594 jusqu'à sa mort survenue 1622. Son fils, Henri-Robert II de La Marck, prend ensuite le relais.
Des fiefs familiaux sont cédés au début du XVIIe siècle : Mauny au maréchal de Fervaques duc de Grancey alias Guillaume de Hautemer ; Maulévrier à Jacques Ier du Fay (famille normande), bailli de Rouen ; Nogent-le-Roi en 1628 à Nicolas Bautru, frère de Guillaume.

### Carrière militaire
Charles Robert de La Marck a été capitaine des Cent-Suisses en 1562. Il est blessé à Rouen. Il devient capitaine-colonel des Cent-Suisses en 1574. Il reçoit l'ordre du Saint-Esprit le 31 décembre 1578.

## Descendance
Charles s'est marié trois fois :
- en 1570 avec Jacqueline d'Averton, fille de Payen et d'Anne de Maillé de La Tour Landry, dont :
  - Françoise de La Marck, mariée à Claude II Pinart de Comblisy ;
- en 1574 avec Antoinette de La Tour de Turenne de Limeuil, veuve de Jean d'Avaugour du Parc baron de Courtalain et sœur d'Isabelle de La Tour, fille de Gilles/Galliot de La Tour de Limeuil — lui-même fils cadet d'Antoine de La Tour d'Oliergues vicomte de Turenne et d'Antoinette de Pons de Turenne — et de Marguerite de La Cropte de Lanquais, dont :
  - Henri Robert II (1575-1652), comte de Braine, prétendant au duché de Bouillon,
  - Louis de La Marck († 1626), marquis de Mauny et châtelain de Nogent-le-Roi,
  - Alexandre (1576/1577-1625), abbé d'Igny et de Braine,
  - Catherine, mariée en 1602 avec Pierre Fléard de Pressins, de Grenoble (Voir Geneanet, arbre Frédéric Torriero[1]) ;
- après 1613 avec Élisabeth de Pluvier, veuve de Jacques d'Autun.